# Crossosoma phantasma
Crossosoma phantasma är en mångfotingart som beskrevs av Pius Strasser 1970. Crossosoma phantasma ingår i släktet Crossosoma och familjen knöldubbelfotingar. Inga underarter finns listade i Catalogue of Life.